# Platysenta laphygmoides
Platysenta laphygmoides là một loài bướm đêm trong họ Noctuidae.